# 22644 Matejbel
22644 Matejbel este un asteroid din centura principală de asteroizi.

## Descriere
22644 Matejbel este un asteroid din centura principală de asteroizi. A fost descoperit pe 27 iulie 1998 la Observatorul din Ondřejov de Petr Pravec și U. Babiakova. Asteroidul prezintă o orbită caracterizată de o semiaxă mare de 3,14 ua, o excentricitate de 0,13 și o înclinație de 10,2° în raport cu ecliptica.